# Wodan - Timburcoaster
Wodan - Timburcoaster is een houten achtbaan en staat in het themagebied IJsland van het Duitse attractiepark Europa-Park te Rust (Baden). De achtbaan werd op 31 maart 2012 geopend en is de eerste houten achtbaan in het park. De achtbaan werd gebouwd door Great Coasters International.

## Beschrijving
De baan is verstrengeld met twee andere attracties; de Atlantica SuperSplash en de Blue Fire Megacoaster. en gelegen in het parkdeel IJsland. De baan heeft een maximale hoogte van 35 meter, een lengte van 1050 meter, een maximale snelheid van 100 km/h en bevat een tunnel. Alle onderdelen van hout zijn op locatie vervaardigd in de eigen werkplaats van het pretpark. Hoewel de meeste attracties in het park ontworpen en gebouwd worden door de eigenaar Mack, koos deze er voor om ditmaal het ontwerp uit te besteden vanwege de houtconstructie waar men zelf nog geen ervaring mee had. Een bevriend bedrijf uit Amerika, achtbaanbouwer Great Coasters International ontwierp de baan en de onderdelen werden gemaakt en geassembleerd op locatie. De naam van de attractie verwijst naar Wodan, de Germaanse versie van de Noorse god Odin, een bekende figuur in de Vikingmythologie. Het woord Timbur is IJslands voor hout en slaat terug op de gebruikte materialen.

## Gegevens
| Park                            | Europa-park                                                            |
| Themagebied                     | IJsland                                                                |
| Type achtbaan                   | Houten achtbaan                                                        |
| Constructeur                    | GCI                                                                    |
| Maximale snelheid               | 100 km/h                                                               |
| Maximale hoogte                 | 40 meter                                                               |
| G-kracht                        | Max. 3,5g                                                              |
| Lengte                          | 1050 meter                                                             |
| Duur                            | 210 seconden                                                           |
| Aantal treinen                  | 3 (12 rijen, 2 zitplaatsen per rij)                                    |
| Foto/video on-ride              | Ja/n.t.b.                                                              |
| Toegankelijk voor mindervaliden | Nee                                                                    |
| Opening                         | 31 maart 2012                                                          |
| Capaciteit                      | 1300 à 1400 personen per uur                                           |
| Speciale elementen              | 2 kruisingen, 1 met Atlantica SuperSplash, 1 met Blue Fire Megacoaster |